# Alyxia luzoniensis
Alyxia luzoniensis är en oleanderväxtart som beskrevs av Elmer Drew Merrill. Alyxia luzoniensis ingår i släktet Alyxia och familjen oleanderväxter. Inga underarter finns listade i Catalogue of Life.